# 洛克伍茲福利鎮區 (北卡羅萊納州不倫瑞克縣)
洛克伍茲福利鎮區（英語：Lockwoods Folly Township）是位於美國北卡羅萊納州不倫瑞克縣的一個鎮區。

## 地方資料
洛克伍茲福利鎮區的面積為569.53平方千米，皆為陸地。根據2020年美國人口普查的數據，當地共有人口29371人，而人口密度為每平方千米51.57人。